# Sergio Marinangeli
Sergio Marinangeli (Gualdo Tadino, província de Perusa, 2 de juliol del 1980) va ser un ciclista italià que fou professional del 2003 al 2009.

## Palmarès
- 2002
  - 1r a la Coppa Ciuffenna
- 2005
  - Vencedor d'una etapa a la Volta a Àustria
- 2006
  - 1r al Gran Premi Bruno Beghelli

### Resultats al Tour de França
- 2004. No surt (13a etapa)